# Оусли, Уильям (политик)
Уильям Оусли (англ. William Owsley; 24 марта 1782 — 9 декабря 1862) — 16-й губернатор Кентукки.

## Биография
Уильям Оусли родился 24 марта 1782 года в Виргинии третьим ребёнком из тринадцати в семье Уильяма и Кэтрин Оусли. В 1783 году семья переехала в округ Линкольн, штат Кентукки, поселившись между городами Краб Орчард и Стэнфорд.
30 марта 1802 года Уильям Оусли был назначен адъютантом 26-го полка ополчения Кентукки. Некоторое время Оусли преподавал в сельской школе, а в 1803 году женился на одной из своих учениц Элизабет Гилл, когда Оусли был двадцать один год, а Гилл почти семнадцать. У пары было шестеро детей. Во время работы учителем Оусли изучал межевание и стал заместителем межевиста. Позже он служил заместителем шерифа при своём отце, который был высшим шерифом округа Линкольн, вследствие чего, он привлёк внимание Джона Бойля, который предложил Оусли пользоваться своей библиотекой. Оусли воспользовался этой возможностью и прочёл право с Бойлем. В 1809 году Оусли открыл юридическую практику в округе Гаррард.
Политическая карьера Оусли началась в 1809 году, когда он был избран в Палату представителей Кентукки на один срок. В 1810 году 4-й губернатор Кентукки Чарльз Скотт назначил его членом Апелляционного суда Кентукки, где он работал вместе с Джоном Бойлем. Вскоре после назначения Оусли законодательный орган сократил количество судей в суде, и Оусли подал в отставку. В 1811 году он был снова избран в Палату представителей штата. Когда в 1813 году в Апелляционном суде образовалась вакансия, 5-й губернатор Исаак Шелби повторно назначил Оусли в суд. В декабре 1828 года Оусли ушёл в отставку.
Оусли вернулся в Палату представителей в 1831 году и работал в сенате штата с 1832 по 1834 год. Он также был выборщиком президента Генри Клея в 1833 году. 12-й губернатор Джеймс Тернер Морхед назначил Оусли государственным секретарём на его срок с 1834 по 1836 год. В 1843 году Оусли ушёл из юридической практики и купил ферму в округе Бойл.
В 1844 году Оусли был избран губернатором Кентукки по списку вигов, победив демократа Уильяма Орландо Батлера 59 792 голосами против 55 089. Оусли немного сократил дефицит штата и не хотел восстанавливать государственную тюрьму, пострадавшую от пожара. Несмотря на свое нежелание тратить, он призвал Генеральную Ассамблею увеличить финансирование государственного образования. В итоге Ассамблея приняла небольшой налог в пользу государственного образования.
В 1845 году военный министр Уильям Лернд Марси потребовал, чтобы Кентукки предоставил ополченцев для поддержки сил Закари Тейлора в американо-мексиканской войне новом штате Техас. Оусли почти отказал в просьбе, но когда известие о просьбе Марси дошло до граждан штата, они вызвались в большем количестве на помощь Тейлору. Оусли присоединился к своим товарищам-вигам из Кентукки Джону Джордану Криттендену и Генри Клею, которые высмеивали конфликт как «Война мистера Полка». Однако почтовые работники штата вскрыли письмо Марси перед тем, как доставить его Оусли, и распространили информацию о том, что федеральное правительство снова запросило войска. К тому времени, когда Оусли официально призвал добровольцев 22 мая 1846 года, уже был организован полк войск Кентукки. Несмотря на свою личную оппозицию к войне, Оусли хвастался в своем отчёте Марси, что Содружество набрало 13 700 добровольцев, что более чем в пять раз превышает количество первоначально запрошенных.
6 сентября 1848 года Оусли ушёл в отставку и удалился на свою ферму в Данвилле, штат Кентукки, где он прожил до своей смерти 9 декабря 1862 года. В честь него был назван округ в Кентукки Аусли. Его дом, где он жил в начале своей политической карьеры, внесён в Национальный реестр исторических мест США.

## Внешние ссылки
- Биография Оусли на сайте государственного секретаря Кентукки
- Оусли, Уильям (политик) (англ.) на сайте Find a Grave
- Уильям Оусли на PoliticalGraveyard.com